# Любомир Илиев (преводач)
 Тази статия е за преводача.  За математика вижте Любомир Илиев (математик).  
Любомир Димитров Илиев е български преводач на художествена литература от немски език – поезия, проза и драма.

## Биография
Любомир Илиев завършва немска гимназия през 1968 г. и немска филология през 1974 г. в Софийския държавен университет. През 1975 – 1979 г. е аспирант и асистент в катедра „Немска филология“ на същия университет. От 1980 до 1985 г. е редактор в сп. „Панорама“, специализирано в преводна художествена литература, до 1989 г. е негов заместник главен редактор, а в последвалите две години – и главен редактор.
От 1993 г. е член на Европейския преводачески колегиум в Щрален, Германия. От 2003 г. е и член на Президиума му. От 1999 г. Илиев е член и на Гьоте Гезелшафт във Ваймар.

## Признание и награди
Четирикратен носител на Наградата на Съюза на преводачите в България (1985 г. за „Смъртта на Вергилий“ от Херман Брох, 1990 г. за „Корабът на глупците“ от Себастиан Брант, 1999 г. за „Фауст“ от Гьоте и 2013 г. за „Сомнамбулите“ от Херман Брох) и двукратен на Националната награда „Христо Г. Данов“ за художествен превод (2008 г. за автобиографичната „Да люспиш лука“ на нобелиста Гюнтер Грас и 2009 г. за „Човекът без качества“ на Роберт Музил). Австрийска държавна награда за художествен превод 2011.

## Избрана библиография
Сред преводите от немски на български на Любомир Илиев са:
- Георг Брандес, „Литературата на ХІХ век“
- Себастиан Брант, „Корабът на глупците“
- Йозеф фон Айхендорф, „Из живота на един безделник“
- Новалис, „Хайнрих фон Офтердинген“
- Херман Хесе, „Сидхарта“
- Херман Хесе, „Денят догаря“ (избрани стихове)
- Херман Брох, „Смъртта на Вергилий“
- Херман Брох, „Сомнамбулите“
- Готхолд Ефраим Лесинг, „Натан Мъдреца“
- Й. В. Гьоте, „Фауст“
- Фридрих Шилер, Избрани драми
- Райнер Мария Рилке, Стихотворения
- Герхард Рот, „Цирк Салути“
- Макс фон дер Грюн, „Пожарище“
- Зигфрид Ленц, „В края на войната“
- Кристоф Хайн, „Тангото“
- Хайнрих Бьол, „Изгубената чест на Катарина Блум“
- Хайнрих Бьол, „Групов портрет с дама“
- Ангелика Шробсдорф, „Грандхотел България“
- Урс Видмер, „В Конго“
- Бернхард Шлинк, „Четецът“
- Бернхард Шлинк, „Бягства от любов“
- Ханс-Улрих Трайхел, „Изгубеният“,
- Ханс-Улрих Трайхел, „Земният Амур“
- Уве Тим, „Например брат ми“
- Даниел Келман, „Аз и Камински“
- Мартин Зутер, „Перфектен приятел“
- Мартин Зутер, „Тъмната страна на луната“
- Гюнтер Грас, „Да люспиш лука“
- Гюнтер Грас, „Старата камера“
- Юлия Франк, „Вещица по пладне“
- Роберт Музил, „Човекът без качества“
- Сибиле Левичаров, „Апостолов“
- Сибиле Левичаров, „Блуменберг“
- Уве Телкамп, „Кулата“
- Норберт Гщрайн, „Южни зими“
- Норберт Гщрайн, „В свободния свят“
- Кристоф Магнусон, „Не бях аз“
- Тимур Вермеш, „Той пак е тук“
- Симон Урбан, „План D“
- Петер Щам, „Денят е нощ“
- Кристоф Рансмайр, „Атлас на един боязлив мъж“
- Франц Кафка, „Процесът“ (Оригиналът)
- Илия Троянов, „Власт и съпротива“
- Ралф Ротман, „Разстрел напролет“
- Луц Зайлер, „Крузо“
- Кристоф Рансмайр, „Кокс или Ходът на времето“
- Франц Кафка, „Метаморфозата“